# Damernas turnering i volleyboll vid spelen för små stater i Europa
Damernas turnering i volleyboll vid spelen för små stater i Europa äger, liksom själva spelen, rum vartannat år. Turneringen genomfördes första gången 1989, två år senare än herrarnas tävling. Landslag från stater som har, eller åtminstone när de deltog första gången hade, mindre än en miljon invånare deltar.  

## Upplagor[1]
| Upplaga              | Upplaga       | Podium     | Podium     | Podium        |
| Säsong               | Värd          | Mästare    | Tvåa       | Trea          |
| -------------------- | ------------- | ---------- | ---------- | ------------- |
| 1989 mer information | Cypern        | Cypern     | San Marino | Luxemburg     |
| 1991 mer information | Andorra       | Cypern     | Luxemburg  | San Marino    |
| 1993 mer information | Malta         | Luxemburg  | San Marino | Cypern        |
| 1995 mer information | Luxemburg     | Cypern     | San Marino | Luxemburg     |
| 1997 mer information | Island        | Cypern     | Island     | San Marino    |
| 1999 mer information | Liechtenstein | San Marino | Cypern     | Island        |
| 2001 mer information | San Marino    | San Marino | Cypern     | Malta         |
| 2003 mer information | Malta         | Cypern     | Luxemburg  | San Marino    |
| 2005 mer information | Andorra       | San Marino | Cypern     | Luxemburg     |
| 2007 mer information | Monaco        | Cypern     | Luxemburg  | Liechtenstein |
| 2009 mer information | Cypern        | Cypern     | San Marino | Island        |
| 2011 mer information | Liechtenstein | San Marino | Cypern     | Luxemburg     |
| 2013 mer information | Luxemburg     | Cypern     | Luxemburg  | San Marino    |
| 2015 mer information | Island        | Montenegro | San Marino | Island        |
| 2017 mer information | San Marino    | Cypern     | San Marino | Luxemburg     |
| 2019 mer information | Montenegro    | Montenegro | Cypern     | Island        |

## Medaljörer
| Pos. | Lag           | Guld | Silver | Brons | Totalt |
| ---- | ------------- | ---- | ------ | ----- | ------ |
| 1    | Cypern        | 9    | 5      | 1     | 15     |
| 2    | San Marino    | 4    | 6      | 4     | 14     |
| 3    | Montenegro    | 2    | -      | -     | 2      |
| 4    | Luxemburg     | 1    | 4      | 5     | 10     |
| 5    | Island        | -    | 1      | 4     | 5      |
| 6    | Liechtenstein | -    | -      | 1     | 1      |
| 6    | Malta         | -    | -      | 1     | 1      |